# Fontana del Nettuno (Trento)

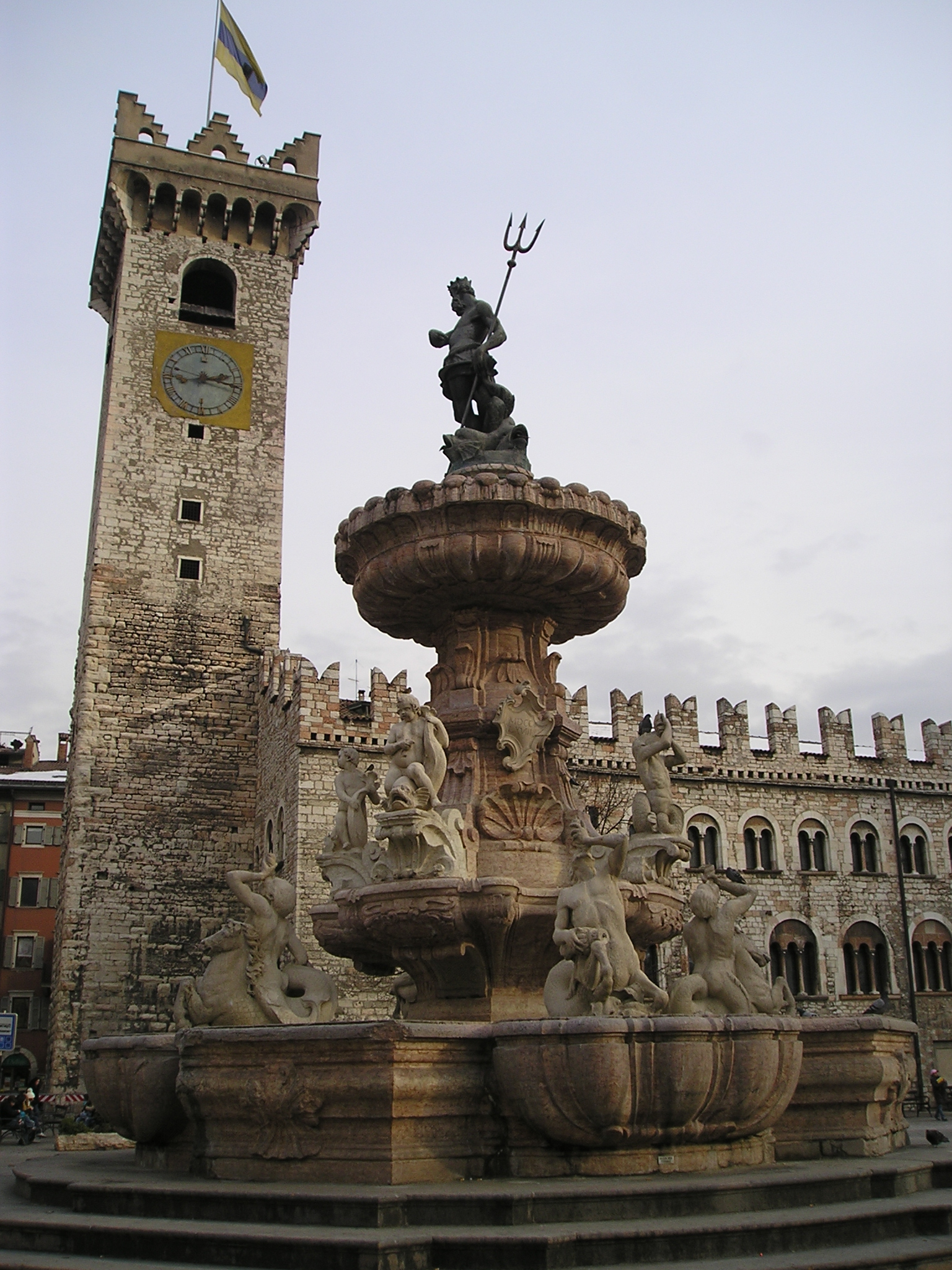
Fontana del Nettuno

La fontana del Nettuno si trova in piazza Duomo a Trento, dove era consueto installare la "macchina dei fuochi" per la festa di san Vigilio, e fu costruita su progetto dello scultore Francesco Antonio Giongo di Lavarone fra il 1767 e il 1769. Per questa fontana lo scultore ideò un sistema di scorrimento dell'acqua senza interruzioni.

## Caratteristiche

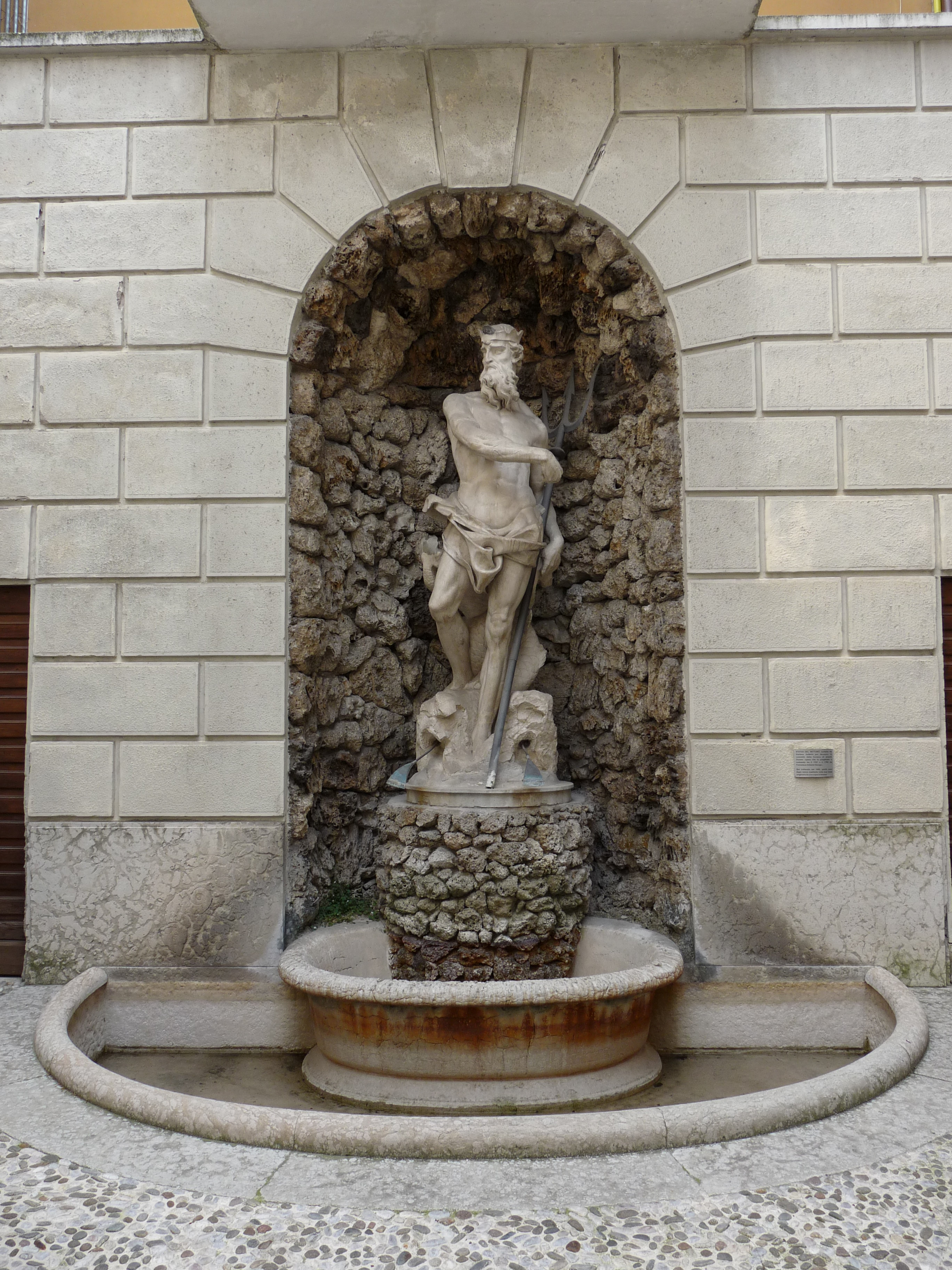
La statua originale del Nettuno nel cortile del municipio

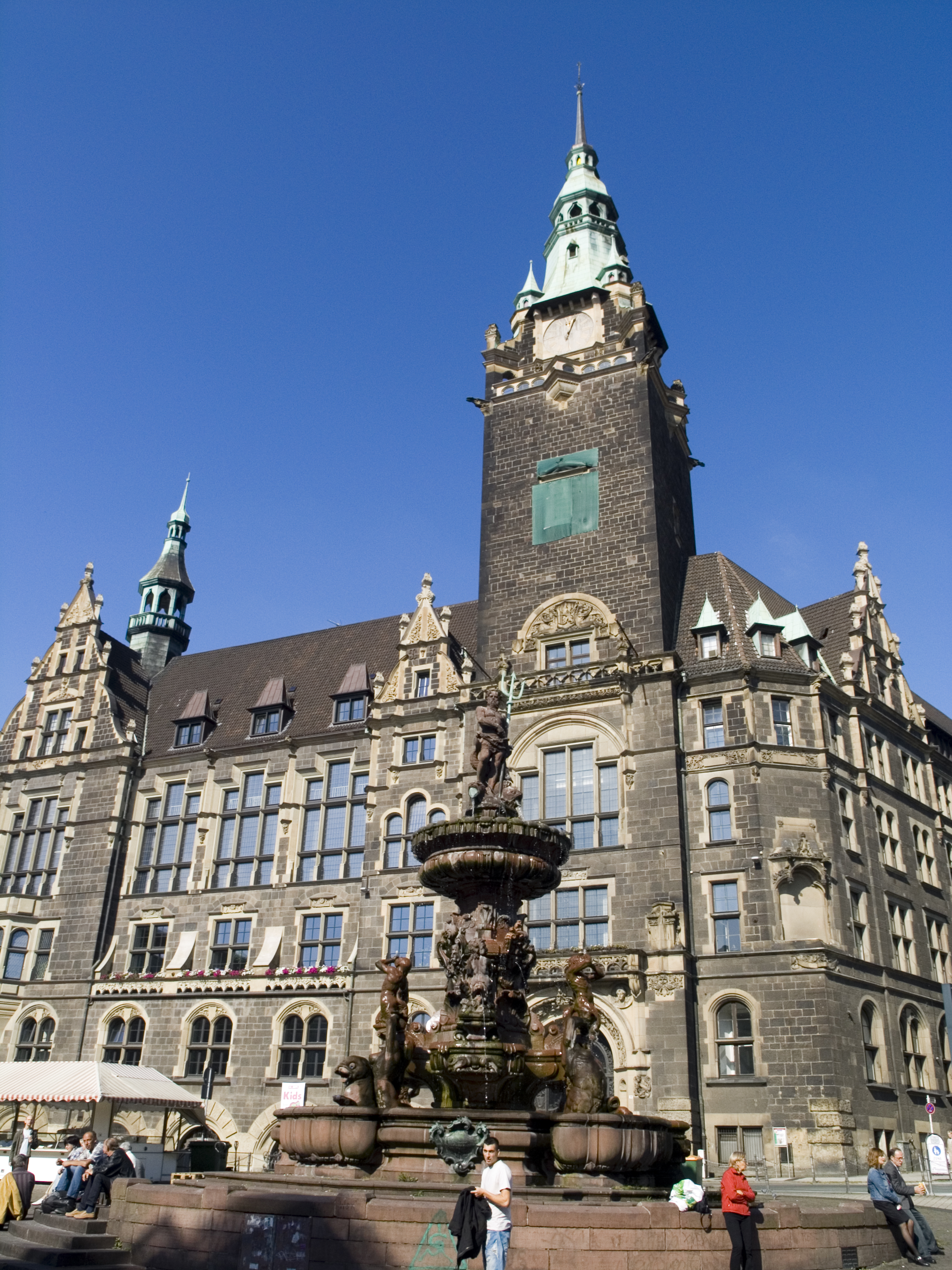
Copia della fontana a Elberfeld (Wuppertal)

La statua del Nettuno originaria è opera di Stefano Salterio da Laglio, ma a causa dei danni subiti nel tempo essa è stata spostata alla fine del 1939 nel cortile del vicino palazzo Thun, mentre sulla fontana è presente dal 1945 una copia in bronzo realizzata nel 1942 da Davide Rigatti.
Sotto la statua del Nettuno la fontana è ornata da tritoni, cavalli marini ed altri gruppi scultorei, anch'essi originariamente opera di Stefano Salterio, poi sostituiti nel XIX secolo da copie eseguite dallo scultore Andrea Malfatti (1832-1917) su disegni del pittore Ferdinando Bassi (Trento, 1819 - Venezia, 1883). Il tritone superiore meridionale è un'ulteriore copia realizzata nel 1920 da Davide Rigatti.
Incisa su quattro mensole ai lati del fusto, a metà altezza, si legge la scritta «Magnificum hunc fontem», «cum acquarum perpetuo cursu», «[d]esperanti[bus] omni[bus]», «Franciscus An[tonius] Iongo tri[dentin]us fecit». In cartigli scolpiti ai lati del fusto sono incise le scritte «MDCCLXVIII» (1768) e «SPQT» (Senatus Popolusque Tridenti).
Dalla costruzione fino alla seconda metà del XIX secolo la fontana fu circondata da una serie di sedici pilastrini uniti da catene, in seguito rimossi.
A Elberfeld (Wuppertal) esiste una copia della fontana (Jubiläumsbrunnen), realizzata nel 1895 ad opera dello scultore Leo Müsch.

## Storia

### La costruzione
Il primo atto ufficiale per la costruzione di una fontana che portasse acqua salubre entro la cinta muraria di Trento fu compiuto dal Magistrato consolare, l'organo di autogoverno della città, con una delibera del 23 dicembre 1766, per il "riguardo della salute e decoro" della città. L'intenzione iniziale era tuttavia modesta, e prevedeva di ricorrere al finanziamento privato in cambio della concessione della cittadinanza. L'iniziativa ebbe però poco successo in quanto gli aderenti furono solamente due.
Il progetto ed i lavori della fontana furono affidati all'architetto Flavio Antonio Giongo di Lavarone (1723-1776), che scolpì le vasche, il fusto ed i cartigli, e fu poi affiancato nel 1767 da Stefano Salterio da Como (1730-1806) che scolpì la statua del Nettuno e gli altri gruppi statuari (tritoni, centauri, putti e cavalli marini). La fontana fu completata l'anno successivo, nel 1768, come riportato in uno dei cartigli sul fusto, tuttavia ancora priva d'acqua.

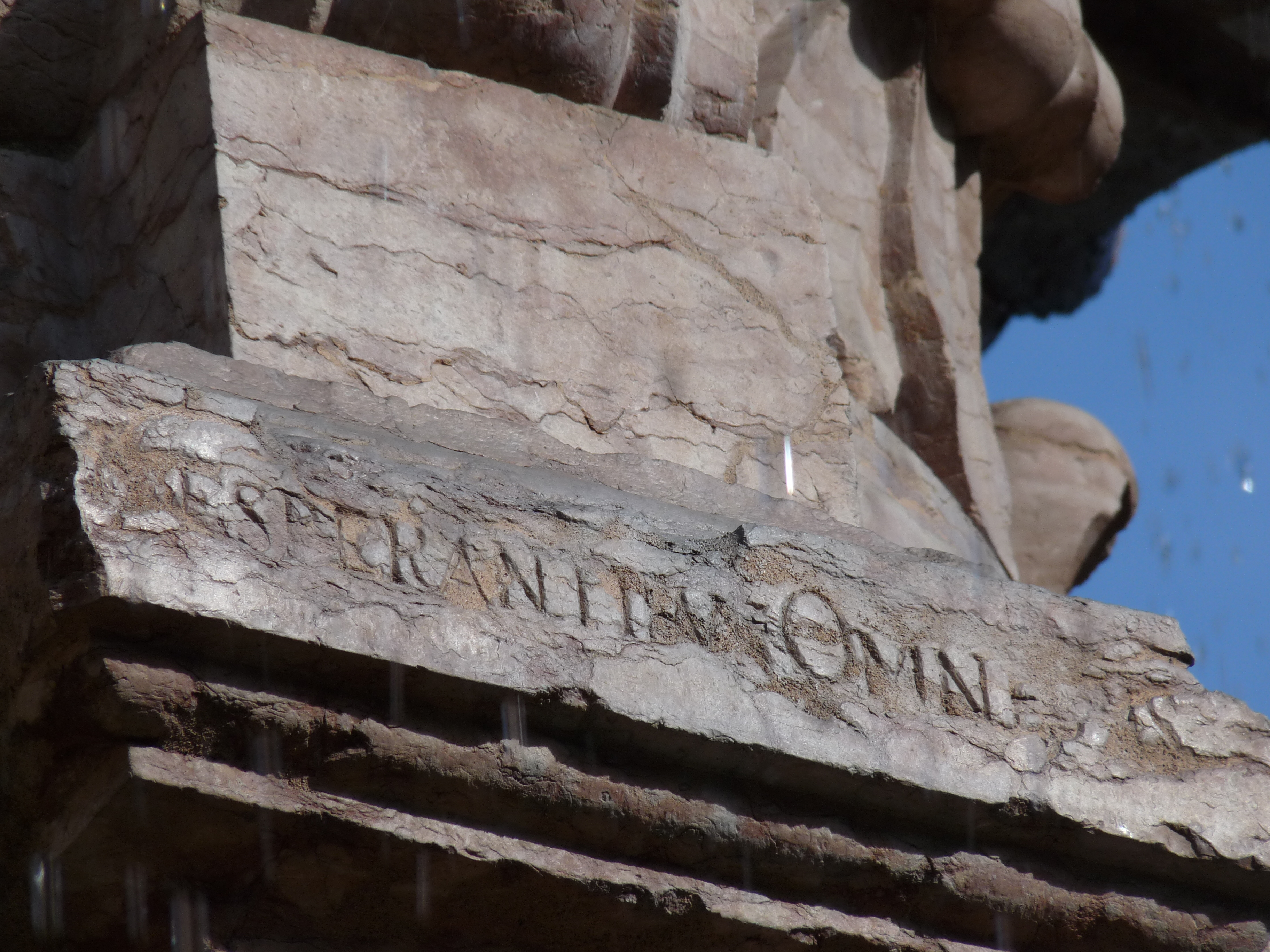
L'iscrizione [d]esperanti[bus] omni[bus] sul fusto della fontana

Contemporaneamente alla costruzione della fontana, infatti, procedevano i lavori per l'approvvigionamento idrico della stessa, che prevedevano l'allacciamento ad una sorgente sopra l'abitato di Cadine, con il quale si stabilirono accordi in proposito nel 1767, mediante un acquedotto di tubi di pino che scendeva da occidente nella gola del torrente Vela (Bùs de Vela) fino alla città. Le condutture tuttavia non ressero alla pressione dell'acqua, scoppiando, ed anche le esondazioni del torrente Vela provocarono danni.
Il compito di portare acqua alla fontana fu quindi affidato ancora a Flavio Antonio Giongo, con una ricompensa di 500 fiorini se avesse garantito "un'acqua continua e perenne". Allo scopo egli utilizzò una fonte ad oriente, presso la frazione di San Donà, ed anche parte dell'acqua del torrente Fersina depurata tramite apposite vasche. Negli atti civici, in una nota a margine della Matricola dei cittadini del 1768 si legge "Seppe condurre facilmente a termine ciò che altri tentarono invano", ed a tali episodi probabilmente si riferiscono le incisioni «cum acquarum perpetuo cursu» e «[d]esperanti[bus] omni[bus]» sulle mensole ai lati del fusto della fontana.
L'8 luglio 1769 l'acqua finalmente prese a zampillare dalla fontana, ed appena un mese dopo, il 13 agosto 1769, il Magistrato consolare emise un proclama che vietava di inquinare l'acqua lavandovi "pannolini, trippe, rane e cose simili".
La fontana del Nettuno rappresenta un abbinamento audace, infatti lega una città alpina al mare, e una storica sede vescovile (l'antistante Palazzo Pretorio) ad una divinità pagana.
I motivi che portarono alla scelta di tale soggetto non sono noti, ma si ipotizza che siano stati influenzati dal declino del principato vescovile unitamente all'espansione dell'illuminismo (da qui la scelta di un soggetto laico), ed anche dall'assonanza tra l'antico nome romano della città, Tridentum, con il tridente del dio Nettuno.

### Le critiche
La spesa totale per la costruzione della fontana raggiunse la cifra di 22000 fiorini, e per questo fu oggetto di critiche, rivolte più che altro al Magistrato consolare: il padre francescano Giangrisostomo Tovazzi riporta di un foglietto anonimo affisso alla fontana poco dopo l'inaugurazione in cui si leggeva «Illustrissime domine Voltoline, dic ut lapides isti panes fiant», un invito all'arciconsole Voltolini a trasformare in pane le pietre della fontana. Già durante la costruzione, nel 1767, il decano Sigismondo Antonio Manci scriveva nei propri annali: «il capo Voltolini ottenne di poter far ergere una dispendiosissima fontana in mezzo alla piazza». Ancora, in un libello anonimo stampato nella primavera del 1798 dal titolo Dissertazione storico-giuridica in cui si prova che il Magistrato Municipale di Trento prima d'imporre Collette deve giustificare con un formale rendimento di Conti la sua passata Amministrazione si leggeva «La superba, ed inutile fontana di marmo, che vedesi nella pubblica piazza: opera di tanto costo, che poche città capitali avrebbero avuto il coraggio di eseguirla, e che per soprappiù esige un'annuale gravissima spesa pel suo mantenimento».

### Gli interventi del XIX secolo
Nel 1857, su segnalazione dell'allora ingegnere civico di Trento Paolo Leonardi, lo scultore Giorgio Bernasconi di Milano si propose per effettuare un primo restauro dei gruppi scultorei della fontana, che risultavano "mutili e guasti" in più parti. Secondo lo stesso Bernasconi, nei gruppi inferiori mancavano il braccio d'un tritone e cinque gambe di cavallo, mentre nei gruppi superiori mancavano due braccia ed una gamba, oltre che essere il tutto ricoperto da uno strato terroso e mucoso. Ciò portò alla stipula, il 13 febbraio 1858 di un contratto per il restauro di due gruppi meridionali, che però non si dimostrò risolutivo in quanto, nel 1862, l'ingegner Leonardi segnalava nuovamente il deperimento delle statue e la necessità di intervenire.

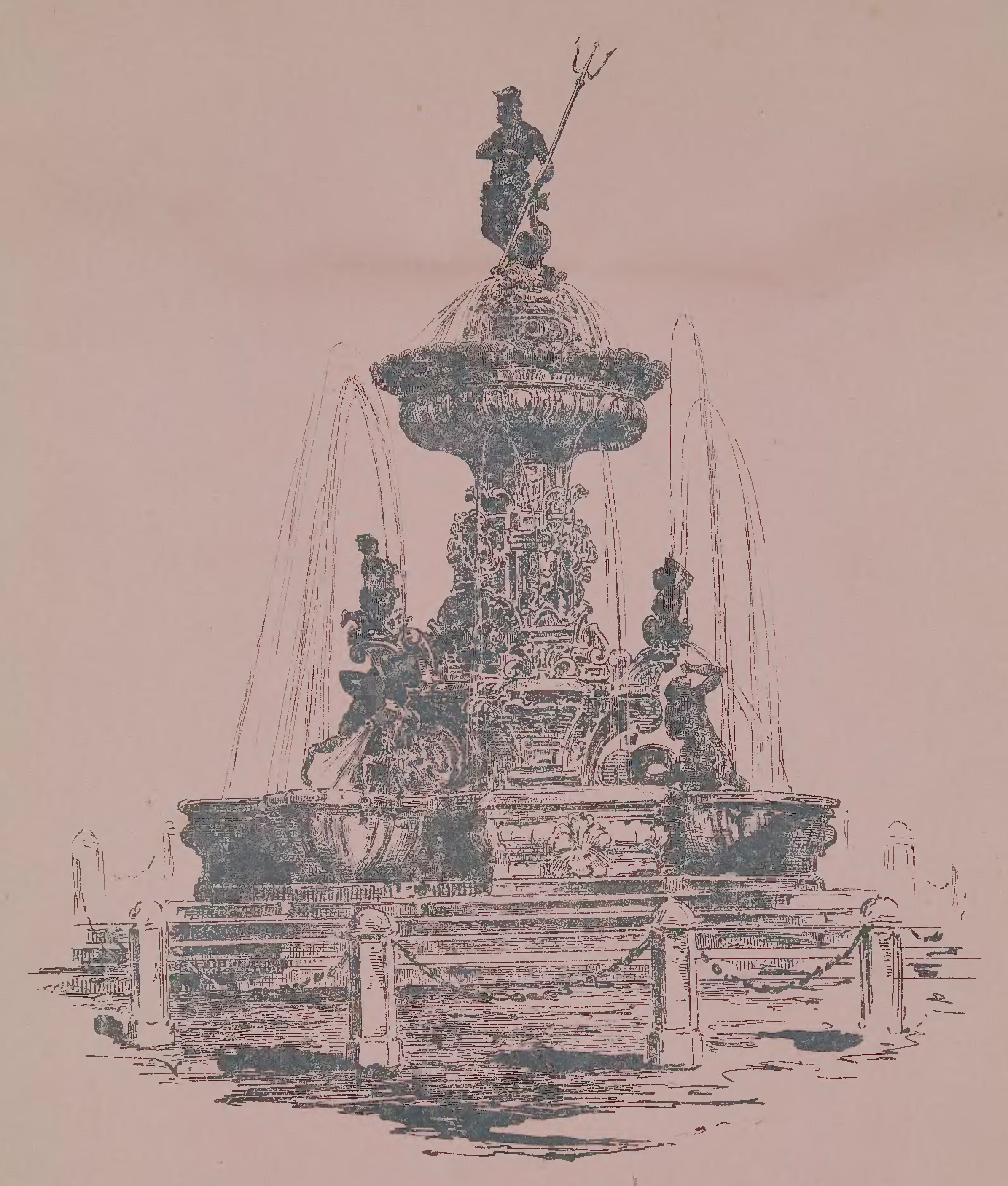
La Fontana del Nettuno prima dell'anno 1872

Il 9 maggio 1865 lo scultore Andrea Malfatti (1832-1917), che già aveva lavorato per il comune di Trento, si propose per un restauro generale della fontana (eccetto che per la statua del Nettuno), presentando un dettagliato preventivo di spesa che ammontava a 12000 fiorini. Una commissione istituita appositamente per esaminare il preventivo suggerì di affiancare nell'opera di restauro il pittore Ferdinando Bassi (Trento, 1819 - Venezia, 1883), affinché eseguisse lo studio ed il disegno dei gruppi scultorei. Il 17 marzo 1869 fu quindi stipulato un contratto col Malfatti, che per la somma di 5250 fiorini austriaci si impegnava a "eseguire a nuovo in pietra statuaria delle migliori cave di Arco tutti i gruppi di statue che ornano la fontana in Piazza grande, eccettuato soltanto il Nettuno che vi sta sul culmine, attenendosi alle medesime primitive proporzioni ed agli originari disegni dei gruppi attualmente esistenti, disegni, che sono stati riprodotti con speciale riguardo alla loro forma, carattere, e dettagli originari e primitivi dal signor Ferdinando Bassi artista-pittore trentino per commissione del Municipio", sostituire i vecchi gruppi statuari con quelli nuovi, oltre che a pulire e riparare le vasche ed il fusto della fontana, rieseguire il primo gradone riparando gli altri e rinnovando il sistema di canne di piombo e di getti. Nel 1871 fu completata la sostituzione delle statue, i cui calchi in gesso sono esposti nella gipsoteca del MART, e nell'estate del 1873 furono completati anche i lavori rimanenti.
Da notare che, forse per coprire i guasti dell'età e le stuccature, la statua del Nettuno fu periodicamente dipinta in tinta bronzea quantomeno fino al 1907 (in una fotografia del 1936 appare priva di tintura).

### Gli interventi ed i restauri del XX secolo

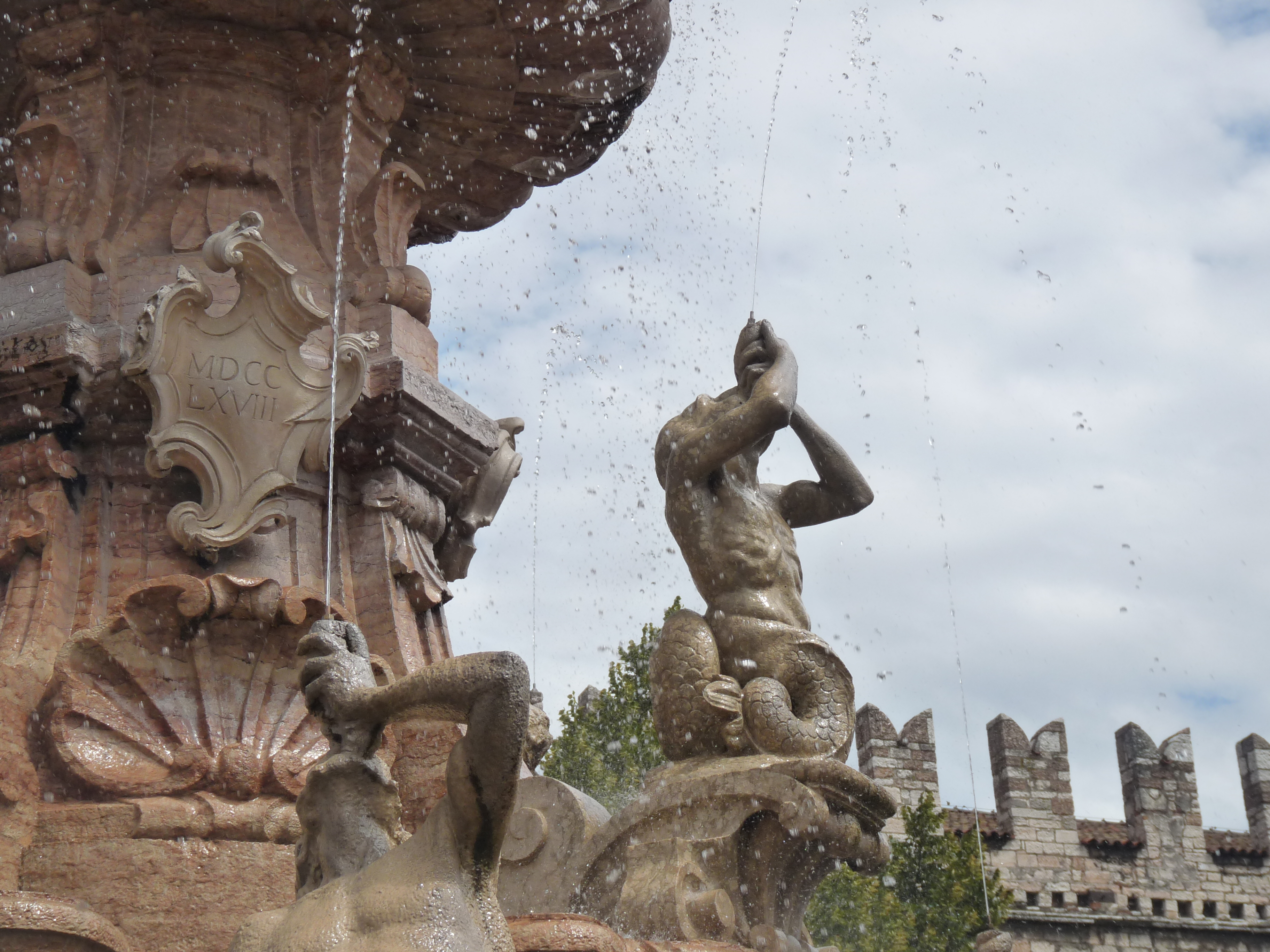
La copia scolpita da Davide Rigatti del tritone caduto al suolo nel 1920

Il 10 ottobre 1920, in occasione della cerimonia ufficiale di annessione di Trento al Regno d'Italia, il modiglione che reggeva il tritone superiore meridionale cedette sotto il carico della folla che si era spinta fin sulla fontana, facendo crollare la statua. Anche in questo caso si procedette al rifacimento e sostituzione della stessa anziché alla riparazione, affidando il lavoro allo scultore Davide Rigatti, allievo di Andrea Malfatti, che già aveva realizzato dei busti di Giovanni Prati e Giuseppe Verdi per i giardini di Piazza Dante. Il tritone fu scolpito in pietra viva trentina anziché in arenaria d'Arco, in previsione di ulteriori sostituzioni.

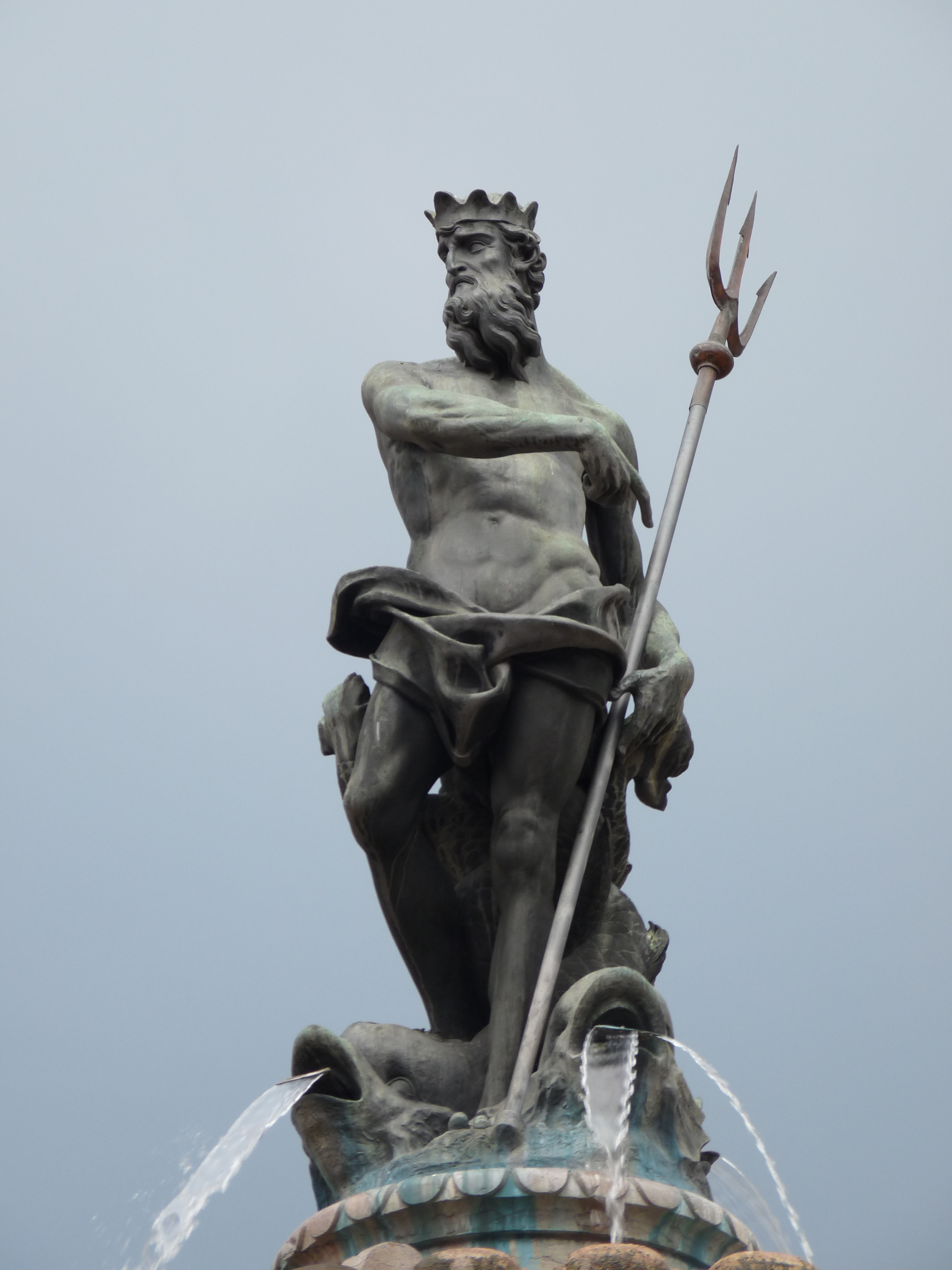
Copia in bronzo di Davide Rigatti della statua del Nettuno

In un saggio del 1926 Achille Albertini denunciava il cattivo stato di conservazione della vasca superiore e della statua del Nettuno in particolare, che era in procinto di sgretolarsi: le fessure e crepe infatti erano state da decenni otturate con mastice da vetraio, che non poteva fornire il necessario supporto strutturale. Anche lo scultore Stefano Zuech, in una lettera al comune di Trento del 16 maggio 1929 segnalava un "dimagrimento anormale non solo dei dettagli, ma pur anco nelle masse grandi" della statua, proponendo di sostituirla con una copia in bronzo.
La statua del Nettuno fu rimossa dalla fontana nell'autunno del 1939, e collocata nel cortile del municipio a Palazzo Thun. La copia in bronzo, realizzata ancora da Davide Rigatti nel 1942 e rimasta durante la seconda guerra mondiale nel cantiere comunale, fu collocata sulla fontana dopo il termine del conflitto, nel Natale del 1945.
Tra il 1989 ed il 1990 sia la statua originaria del Nettuno, che era in pessimo stato di conservazione, che la fontana furono oggetto di un profondo restauro, in occasione del quale l'alimentazione di quest'ultima fu sostituita da un sistema a ricircolo alimentato dall'acquedotto cittadino, che provvede a filtrare e decalcificare l'acqua e all'aggiunta di additivi alghicidi.

## Galleria d'immagini

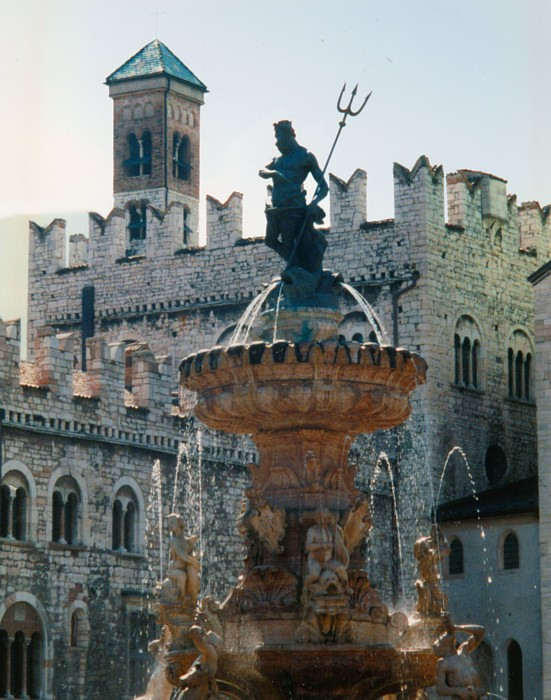
Particolare della fontana del Nettuno
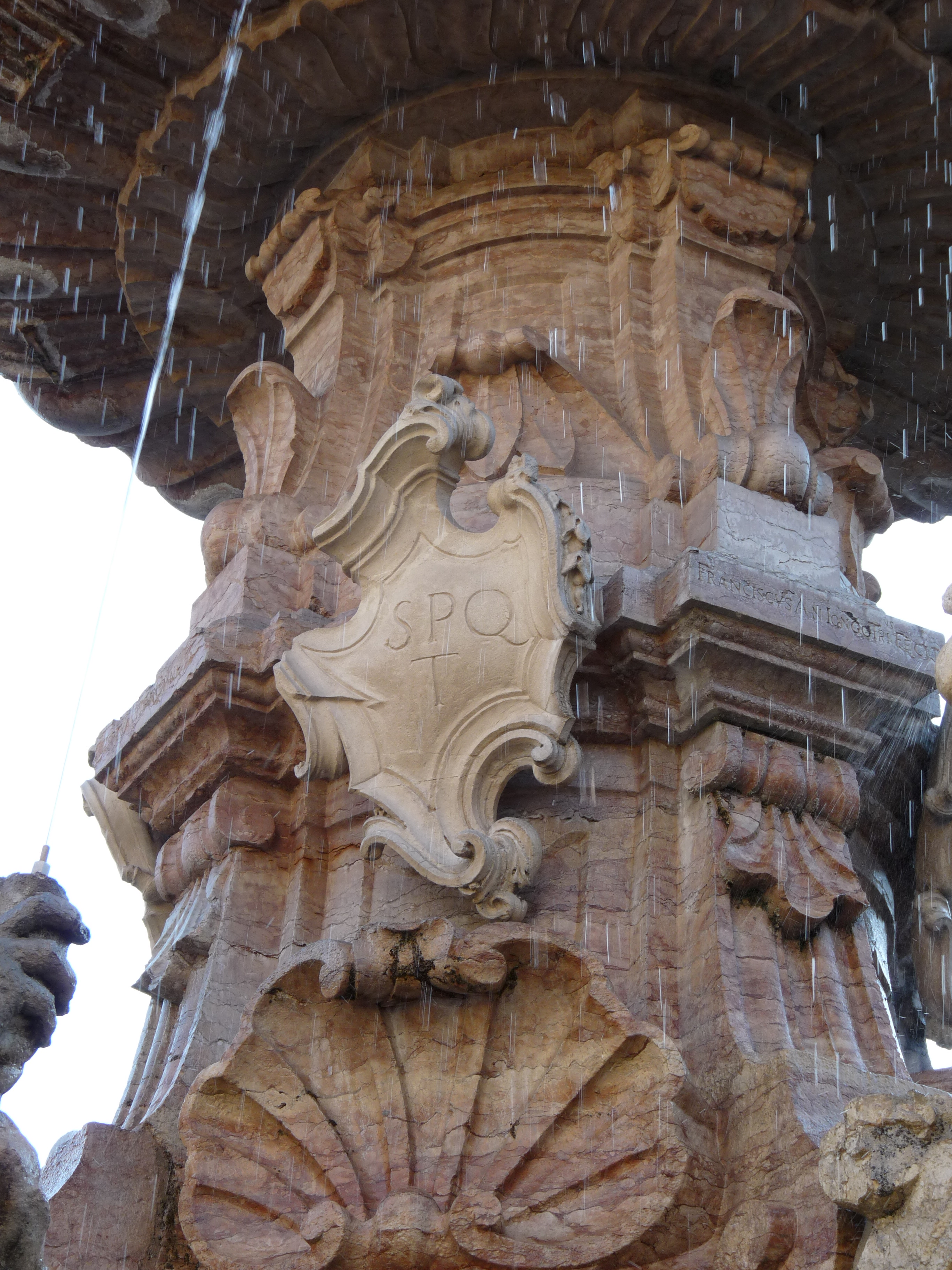
Le scritte «SPQT» ed «Franciscus An[tonius] Iongo tri[dentin]us fecit» sul fusto
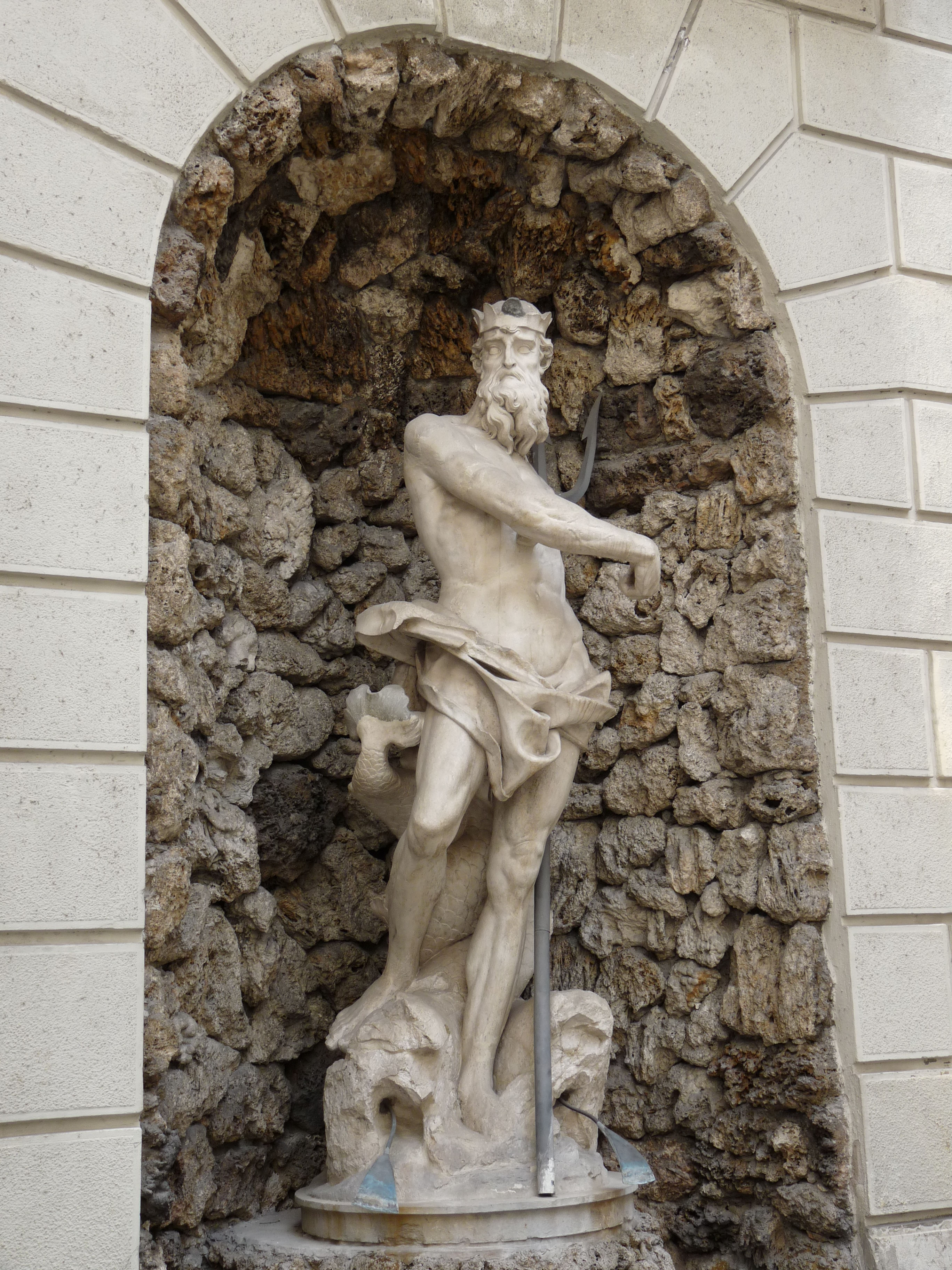
La statua originale del Nettuno vista da sinistra
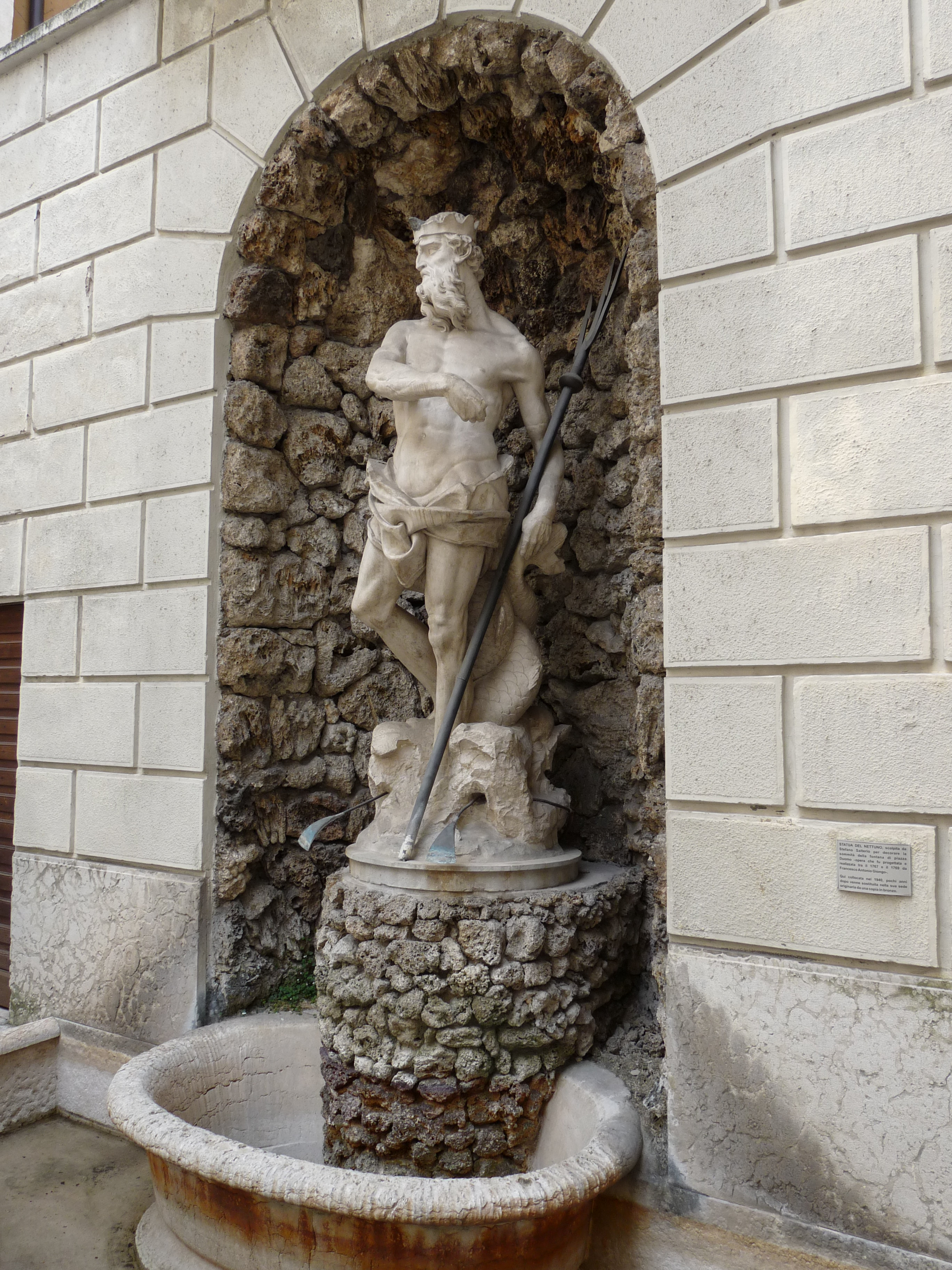
La statua originale del Nettuno vista da destra, con targa descrittiva
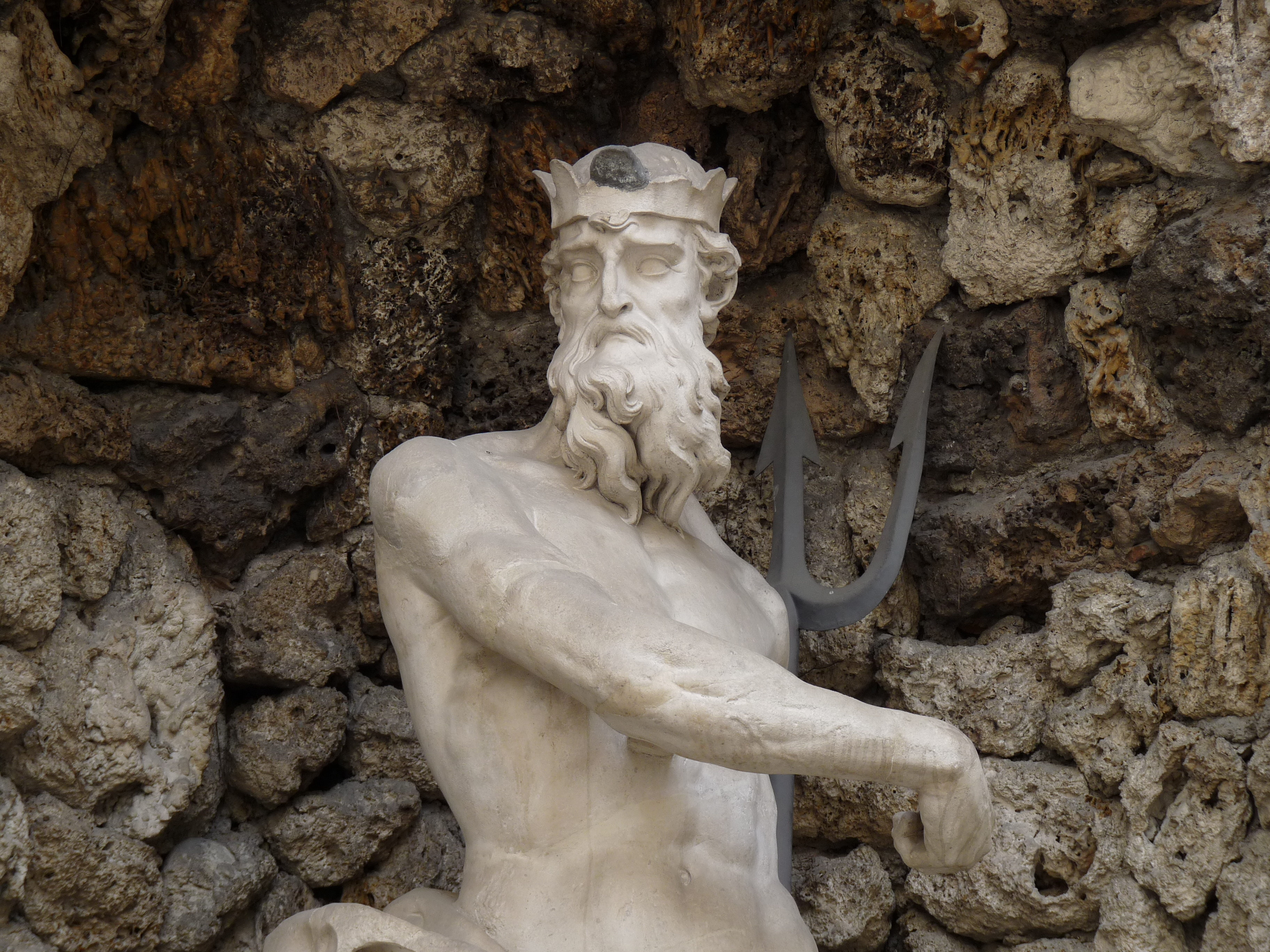
Dettaglio della parte superiore della statua originale